# Џена Ли
Силвија Гарсија (шп. Sylvia Garcia; 29. јун 1987), познатија под својим сценским именом Џена Ли (фр. Jena Lee), француска је певачица и композитор.

## Биографија
Рођена у Чилеу, Силвија Гарсија је усвојена од стране једне француске породице у узрасту од девет месеци. Одрасла је у Олорон Сен Марију у департману Атлантски Пиринеји, а за музику се заинтересовала у доби од 4 године.
Свој прве песме снимила је на касетофон, а једна од тих песама, Banalité, дошла је у руке једног продуцента из Париза.
Године 2007, Џена Ли састала се са Сулијем Воксом, који је био заинтересован за њен рад. Када је почела четврта сезона Попстарса, француског музичког шоуа, Џена је кренула да пише инструментале, а шест од тринаест песама са албума победнице, Шерифе Луна, биле су песме Џене Ли. Након овог успеха, стизали су нови ангажмани, међу којима је ставарање композиције за музичко-позоришни шоу Клеопатра.
Њен први сингл, J'aimerais tellement, објављен је у априлу 2009, заједно са видео-спотом. Сингл је био на врху француских топ-листа укупно једанаест недеља, те је имао највећи број преузимање у дигиталој продаји у новембру 2009.
Њен први албум, Vous remercier објављен је 2. новембра 2009. године на интернету, док у продавнице Mercury Records у продају је пуштен 9. новембра, а продато је око 100.000 копија.

## Дискографија

### Албуми
| Година | Албум | Позиција на топ-листи | Позиција на топ-листи | Позиција на топ-листи | Позиција на топ-листи |
| Година | Албум | ФР                    | ФР (ДП)1              | БЕЛ (ВА)              | ШВА                   |
| ------ | ----- | --------------------- | --------------------- | --------------------- | --------------------- |
| 2009   |       | 6                     | 6                     | 53                    | 98                    |
| 2010   |       | 11                    | 8                     | 72                    | —                     |

### Синглови
| Година | Сингл | Позиција на топ-листи | Позиција на топ-листи | Позиција на топ-листи | Позиција на топ-листи |
| Година | Сингл | ФР                    | ФР (ДП)1              | БЕЛ (ВА)              | ШВА                   |
| ------ | ----- | --------------------- | --------------------- | --------------------- | --------------------- |
| 2009   |       | 1                     | 1                     | 25                    | 50                    |
| 2009   |       | 4                     | 12                    | -                     | -                     |
| 2010   |       | 10                    | 46                    | -                     | -                     |
| 2010   |       | -                     | -                     | -                     | -                     |
| 2010   |       | -                     | 18                    | -                     | -                     |
| 2011   |       | -                     | -                     | -                     | -                     |

1 Дигитална продаја